# Celia Alcántara
Clementina Angélica Palomero (Carlos Casares, 19 de diciembre de 1920 - Buenos Aires, 27 de mayo de 2005), más conocida por su seudónimo de Celia Alcántara, fue una abogada, escritora, guionista, autora de teatro y directora argentina, esposa del actor Enzo Bellomo. En los inicios de su carrera trabajó en radio haciendo radionovelas diarias.
Sobre su telenovela homónima José  Dominiani hizo el guion de Rosa de lejos (1980).

## Obras

### Cine
Simplemente María
- Simplemente María - Perú (1972) con Saby Kamalich, Rodolfo Salerno y Braulio Castillo.
- Rosa... de lejos - Argentina (1981) con Leonor Benedetto, Pablo Alarcón y Juan Carlos Dual.

### Telenovelas
Simplemente María
- Simplemente María - Argentina (1967) con Irma Roy, Rodolfo Salerno y Alberto Argibay.
- Simplemente María - Perú (1969) con Saby Kamalich, Ricardo Blume y Braulio Castillo.
- Simplemente María - Brasil (1970) con Yoná Magalhães, Ênio Gonçalves y Carlos Alberto.
- Simplemente María - Venezuela (1971) con Carmen Julia Álvarez, José Luis Rodríguez y Eduardo Serrano.
- Rosa... de lejos - Argentina (1980) con Leonor Benedetto, Pablo Alarcón y Juan Carlos Dual.
- Simplemente María - México (1989) con Victoria Ruffo, Jaime Garza y Manuel Saval.
- Simplemente María - México (2015) con Claudia Álvarez, José Ron y Ferdinando Valencia.

Rafael Heredia, gitano!
- Rafael Heredia, gitano! - Argentina (1968) con Enzo Bellomo y Elizabeth Killian.

Extraño en su pueblo
- Extraño en su pueblo - México (1973) con Helena Rojo y Rodolfo de Anda.

Ven conmigo
- Ven conmigo - México (1975) con Silvia Derbez y Jaime Fernández.

Yo no pedí vivir
- Yo no pedí vivir - México (1977) con Mapita Cortés, María Rivas y Elizabeth Dupeyrón.

La mujer frente al amor
- La mujer frente al amor - Argentina (1978) con Nora Massi y Jorge Mayorano.

Se necesita una ilusión
- Se necesita una ilusión - Argentina (1979) con Antonio Grimau y Virginia Faiad.

Un latido distinto
- Un latido distinto - Argentina (1981) con Mónica Jouvet (reemplazada por Mariángeles) y Carlos Olivieri.

Laura mía
- Laura mía - Argentina (1981) con Soledad Silveyra y Raúl Taibo.

Después del final
- Después del final - Argentina (1982) con Selva Alemán y Arturo Puig.

Mi nombre es Lara
- Mi nombre es Lara - Argentina (1983) con María de los Ángeles Medrano y Mario Pasik.
- Mi nombre es Lara - Chile (1987) con Elena Muñoz, Bastián Bodenhöfer y Sonia Viveros.

Amada
- Amada - Argentina (1983) con Libertad Lamarque.

Bárbara Narváez
- Bárbara Narváez - Argentina (1985) con Leonor Benedetto, Daniel Fanego y Gerardo Romano.

El vidente
- El vidente - Argentina (1986) con Arnaldo André y Gigí Ruá.

Escándalo
- Escándalo - Puerto Rico (1986) con Andrés García, Charytín e Iris Chacón.

### Adaptaciones
- La señora Ordóñez - Argentina (1984) con Luisina Brando y Arturo Bonín. (Original de Marta Lynch)